# Пиковская Слободка
Пиковская Слободка (укр. Пиківська Слобідка) — село на Украине, находится в Литинском районе Винницкой области.
Код КОАТУУ — 0522487005. Население по переписи 2001 года составляет 202 человека. Почтовый индекс — 22321. Телефонный код — 4347.
Занимает площадь 0,076 км².

## Адрес местного совета
22320, Винницкая область, Литинский р-н, с. Уладовка, ул. Ленина, 3